# Tungt kavaleri
Tungt kavaleri var en type kavaleri, beregnet til at udføre angreb på slagmarken, såvel som at fungere som taktisk reserve. De bliver ofte omtalt som "chok kavaleri". Selvom det tunge kavaleris udstyr varierede meget afhængigt af område og den historiske periode, så brugte det typisk store kraftige heste, der kunne være iført forskellige former for rustning. Rytterne var som oftest iført rustning, og brugte sværd, lanser eller stridsøkser. Det adskilte sig normalt fra let kavaleri, der var beregnet til rekognoscering, patruljering og mindre taktiske opgaver.